# Stübchenbach
Der Stübchenbach ist ein ca. 3,7 km langer Zufluss der Radau in Bad Harzburg im Landkreis Goslar.

## Verlauf

### Oberlauf
Zusammen mit dem Kaltetalbach und der Förstertränke nimmt der Stübchenbach seinen Anfang an der Hanglage des Kaltetalskopfs südöstlich von Bad Harzburg im Nationalpark Harz. Die ersten 600 Meter fließt der Bach relativ steil nach Nordwesten ab, um sich dann, begleitet von einem Wanderpfad, in die stabile Tallage des Stübchentals zu begeben und etwa einen Kilometer nach Norden zu fließen. Nach zwei Kilometern Flusslänge und der Aufnahme eines orografisch rechten Nebenbachs ohne Namen erreicht der Stübchenbach Bad Harzburger Stadtgebiet und biegt wieder nach Nordwesten in eine Fächerlage zwischen Harzrand und Butterberg; der bereits erwähnte Wanderpfad setzt sich hier nahtlos in der Stübchentalstraße fort und begleitet den Bach diesmal als Gemeindestraße weiterhin unmittelbar rechtsseitig auf einer Länge von 600 Metern. Bäume säumen das Bachufer, das zunächst links-, dann beidseitig 400 Meter nach Ortseintritt von Wohnhäusern begrenzt wird. Am Abknick der Stübchentalstraße nach Norden wurde die Seniorenresidenz „Am Stübchenbach“ errichtet, durch welchen der Stübchenbach mittig durchfließt und einen Teich speist.

### Unterlauf
Nach der Passage des Altenheims knickt der Stübchenbach weiter zunächst nach Westnordwesten, 300 Meter später schließlich nach Westen ab und fließt ab hier parallel zur Landesstraße L 501 (Ilsenburger Straße). Der Bach befindet sich weiterhin in relativ verdeckter Lager durch angrenzende Wohnhäuser, die Bewaldung am Ufer bleibt ebenfalls bestehen. Kurz vor einer berufsbildenden Schule, 250 Meter nach dem Westknick und 3,2 Kilometer nach der Quelle, verschwindet der Stübchenbach in einer Verrohrung und verläuft über ca. 500 Meter unterirdisch nach Westnordwesten. Unmittelbar westlich der Brücke der vierspurig ausgebauten B 4 tritt der Stübchenbach auf seinen letzten 65 Metern wieder zutage, streift in stark kanalisierter Bauweise einige Wohnhäuser und mündet anschließend nördlich der Herzog-Julius-Straße (L 501) in die Radau.

## Trivia
- Der Stübchenbach dient als Vorfluter des Sachsenbrunnens. Auf Basis einer aus dem 11. Jahrhundert stammenden Planung wurde das Wasser des Stübchenbachs im Oberlauf im Jahre 1898 zur Speisung dieses Brunnens angezapft, da die ursprüngliche Wasserführung nicht ausreichend war.[4]

## Galerie

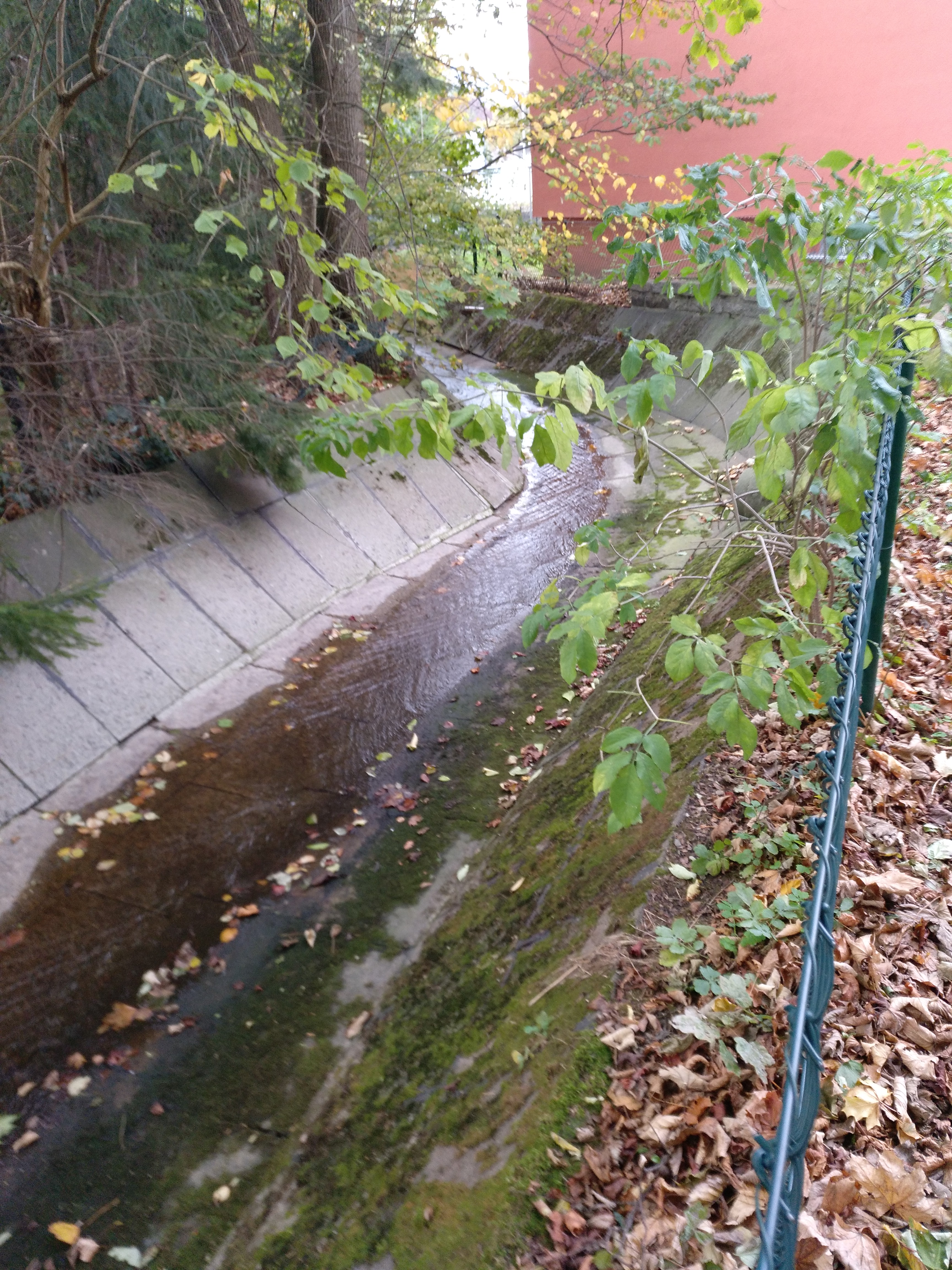
Stark begradigter Stübchenbach kurz vor der Mündung
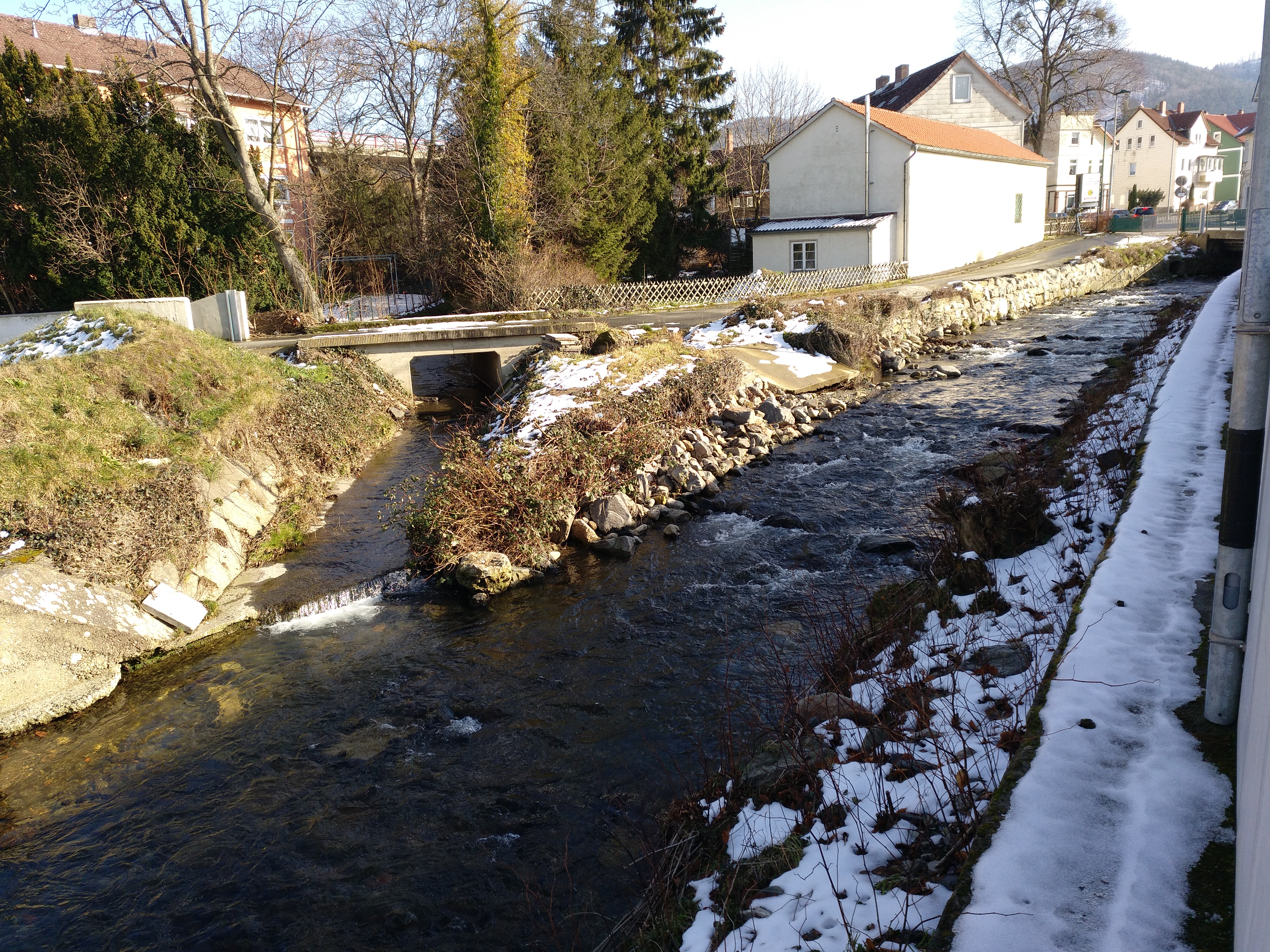
Mündung in die Radau